# Eccidio del Cavalcavia
L'eccidio del Cavalcavia è stata una strage nazista perpetrata il 10 ottobre 1944 a Casalecchio di Reno, in provincia di Bologna, nel corso della quale furono uccisi 13 partigiani. L'episodio fu uno dei più efferati massacri eseguiti dalle truppe d'occupazione tedesche in Italia in quanto le vittime vennero legate con il filo spinato, ferite a colpi di arma fuoco e lasciate morire per dissanguamento. Questo macabro modus operandi per uccidere i prigionieri era stato impiegato dagli uomini della 16. SS-Panzergrenadier-Division "Reichsführer-SS" in altri due eccidi: quello di Pioppetti e di Bardine di San Terenzo.

## Antefatti
Nei primi giorni dell'ottobre 1944 i tedeschi della 16. SS-Panzergrenadier-Division "Reichsführer-SS", già resisi responsabili dell'eccidio di Marzabotto, della strage di Sant'Anna di Stazzema e dell'eccidio di Vinca, scatenarono un ampio rastrellamento sulle colline ad ovest di Bologna con l'obbiettivo di colpire la Resistenza locale. Alle prime ore dell'8 ottobre i militari nazisti giunsero presso Rasiglio di Sasso Marconi e circondarono una formazione di partigiani della 63ª Brigata Garibaldi. Ne seguì una sparatoria al termine della quale i resistenti contarono dodici morti ed undici prigionieri (sei sovietici, quattro italiani ed un costaricano). Nella stessa mattinata a Casalecchio di Reno un camion con a bordo alcuni partigiani fu fermato da un posto di blocco tedesco nei pressi del cavalcavia della ferrovia Porrettana a Casalecchio di Reno, alle porte del capoluogo emiliano. Nella sparatoria che ne conseguì due militari nazisti rimasero uccisi. Come ritorsione immediata il farmacista del paese, Clemente Cocchi, fu portato sul posto da una SS ed ucciso. Altri uomini di Casalecchio vennero invece rastrellati, minacciati di fucilazione ed infine deportati in Germania. Il giorno seguente i tedeschi continuarono le loro operazioni di rastrellamento nelle colline vicine uccidendo uomini e donne inermi.

## L'eccidio del Cavalcavia
Il 10 ottobre furono trasferiti a Casalecchio gli undici partigiani catturati a Rasiglio due giorni prima insieme a due contadini rastrellati nei dintorni. Il giorno prima il gruppo di prigionieri era stato interrogato e torturato al fine di rivelare informazioni utili alla lotta anti-partigiana. I tredici uomini furono così portati nella piazzetta dove erano stati uccisi i due tedeschi l'8 ottobre, legati con il filo spinato agli alberi, ai pali ed al cancello di una villa, feriti a colpi di armi da fuoco alle gambe e lasciati morire dissanguati o soffocati. I condannati, dopo una lenta agonia, andarono incontro ad una morte orribile tra le beffe dei nazisti i quali si premurarono di apporre su alcuni corpi cartelli intimidatori nei confronti della popolazione civile. I cadaveri vennero lasciati esposti per alcuni giorni, salvo poi essere rimossi dal parroco su autorizzazione dei tedeschi e sepolti temporaneamente in un giardino di un'abitazione privata. Al termine del conflitto le salme verranno riesumate, ricomposte e seppellite in vari cimiteri.

## Vittime
- Marussa Filip Andréevic, sovietico
- Carlos Luis Collado Martínez, costaricano
- Giacomo Dall'Oca, di Zola Predosa
- Mauro Emeri, di Crevalcore
- Miska, partigiano sovietico
- Ubaldo Musolesi, di San Benedetto Val di Sambro
- Alberto Raimondi, di Sasso Marconi
- Vassili, partigiano sovietico
- Gino Zacchini, di Zola Predosa
- Partigiano italiano ignoto
- Partigiano sovietico ignoto
- Partigiano sovietico ignoto
- Partigiano sovietico ignoto